# Brigitte Christern-Briesenick
Brigitte Christern-Briesenick (geb. Briesenick; * 30. April 1925 in Berlin; † 9. September 2010 in Rotterdam) war eine deutsche Christliche Archäologin.

## Leben
Brigitte Briesenick studierte ab dem Sommersemester 1949 Kunstgeschichte, Klassische Archäologie und Kirchengeschichte an der Universität Mainz. 1959 wurde sie dort bei Friedrich Gerke mit einer Dissertation zu den frühchristlichen Sarkophagen im südwestlichen Gallien promoviert. Danach war sie bis 1964 als Assistentin am Mainzer kunstgeschichtlichen Institut tätig, unterbrochen 1960/61 für das Reisestipendium des Deutschen Archäologischen Instituts. 1964/65 war sie kurzzeitig für die Berliner Museen tätig, 1966 als Hilfskraft für Friedrich Wilhelm Deichmann an der Abteilung Rom des Deutschen Archäologischen Instituts. 1966 heiratete sie den Christlichen Archäologen Jürgen Christern (1928–1983). In den Jahren 1989 bis 1996 bearbeitete sie an der Abteilung Rom des Deutschen Archäologischen Instituts die frühchristlichen Sarkophage Frankreichs und Nordafrikas für das „Repertorium der christlich-antiken Sarkophage“. Danach lebte sie im Ruhestand in Heidelberg.

## Veröffentlichungen (Auswahl)
- Typologie und Chronologie der südwest-gallischen Sarkophage. In: Jahrbuch des Römisch-Germanischen Zentralmuseums 9, 1962, S. 76–182 (Dissertation, Digitalisat).
- Frankreich, Algerien, Tunesien (= Repertorium der christlich-antiken Sarkophage Band 3). Zabern, Mainz 2003, ISBN 3-8053-2008-6.